# Maltesische Euromünzen
Die maltesischen Euromünzen sind die vom Inselstaat Malta bei der Umstellung der Lira in die europäische Währung Euro in Umlauf gebrachten Münzen.
Malta trat dem Wechselkursmechanismus II zum 29. April 2005 bei, eine Einführung des Euros war somit zum 1. Januar 2008 möglich. Am 27. Februar 2007 wurde bekannt, dass Malta offiziell den Antrag zur Einführung des Euros gestellt hat. 2006 lag eines der wichtigsten Kriterien, die Haushaltsneuverschuldung, bei 2,8 Prozent des Bruttoinlandprodukts.
Am 16. Mai 2007 haben die EU-Kommission und die Europäische Zentralbank bekanntgegeben, dass Malta zum 1. Januar 2008 den Euro einführen kann. Diese Entscheidung wurde am 21. Juni 2007 auf dem EU-Gipfel in Brüssel von den Staats- und Regierungschef der EU offiziell bestätigt. Zum 1. Januar 2008 führte Malta den Euro ein.

## Umlaufmünzen
Über die Motive auf den Euromünzen von Malta wurde im Januar 2006 das erste Mal abgestimmt. Insgesamt standen zwölf Themen aus vier verschiedenen Bereichen zur Auswahl (maltesische Geschichte, Renaissance, Identität und Archäologie). Die drei bestplatzierten Motive aus drei verschiedenen Bereichen sollten in die weitere Auswahl kommen.
Am 2. Februar 2006 gab die Nationalbank das Ergebnis der Abstimmung bekannt:
1. Platz: die Statue „Baptism of Christ“ (Maltesische Renaissance),
2. Platz: das Wappen Maltas (Maltesische Identität),
3. Platz: Fort St. Angelo (Maltesische Renaissance),
4. Platz: die Tempelanlage Mnajdra (Maltesische Geschichte).
Da der erste und der dritte Platz zur Renaissance gehören, schied das drittplatzierte Motiv, Fort St. Angelo, für die maltesischen Euromünzen aus. Stattdessen wurde das Motiv mit der Tempelanlage Mnajdra (vierter Platz) ausgewählt.
Bis Ende Mai 2006 wurden zu den ausgewählten Themen konkrete Entwürfe angefertigt, außerdem ein vierter Entwurf mit dem Abbild des achtzackigen Kreuzes von Malta. Im folgenden zweiten Auswahlverfahren ging das Malteserkreuz vor dem Wappen Maltas und der Tempelanlage Mnajdra als Sieger hervor. Das Mnajdra-Motiv kombinierte der Münzdesigner Noel Galea Bason (Signet: NGB) mit einem Friesdekor vom südlichen Tarxien-Tempel, das einen spiraligen Baum des Lebens darstellen könnte. Die Taufe Christi kam auf den vierten Platz und ist daher nicht auf den maltesischen Euromünzen abgebildet.
Nach den heraldischen Regeln der Tingierung ist die – neben Weiß – im Wappen enthaltene Farbe Rot auf der 10-, 20- und 50-Cent-Münze durch Schraffur dargestellt. Die konzentrische Schraffur um die Sterne hat hingegen keine farbliche Bedeutung. Bei der 1- und 2-Euro-Münze ist der Münzkern vertikal schraffiert, mit Ausnahme des Malteserkreuzes, was dieses weiß auf rotem Grund darstellt.
Die maltesischen Euro-Münzen werden in der französischen Prägeanstalt Monnaie de Paris in Pessac geprägt, kenntlich am Buchstaben F im untersten Stern.
| 0,01 €               | 0,02 €        | 0,05 €                                                                                            |
| -------------------- | ------------- | ------------------------------------------------------------------------------------------------- |
| 1 Cent               | 2 Cent        | 5 Cent                                                                                            |
| Tempelanlage Mnajdra |               |                                                                                                   |
| 0,10 €               | 0,20 €        | 0,50 €                                                                                            |
| 10 Cent              | 20 Cent       | 50 Cent                                                                                           |
| Wappen Maltas        |               |                                                                                                   |
| 1,00 €               | 2,00 €        | Rand der 2-€-Münze                                                                                |
| 1 Euro               | 2 Euro        |                                                                                                   |
| Malteserkreuz        | Malteserkreuz | „2“ mit „ “ (zwei Malteserkreuzen), insgesamt sechsmal, abwechselnd aufrecht und um 180° gedreht. |

## Währungsumstellung
Die Bargeldeinführung umfasste 41,5 Millionen neu einzuführende Euro-Banknoten im Wert von 800 Millionen Euro sowie 140 Millionen maltesische Euromünzen im Wert von 40 Millionen Euro. Den Auftrag zur Prägung der maltesischen Euromünzen erhielt die Französische Münze zu Paris, dagegen wurden die Banknoten des Landes von der italienischen Zentralbank geliefert.

## 2-Euro-Gedenkmünzen
| Nr. | Bild | Ausgabedatum Bildreferenz | Anlass | Amtsblatt Referenz | Auflage |
| --- | ---- | ------------------------- | --- | ------------------ | ------- |
| 1   |      | 5. Januar 2009            | Zehnjähriges Bestehen der Wirtschafts- und Währungsunion (WWU) Euro-16-Gemeinschaftsausgabe Anm.: Randprägung mit Sternen statt der normalen Malteserkreuze [ ] | [ 5 ] [ 6 ]        | 700.000 |
| 2   |      | 17. Oktober 2011          | Erste gewählte Abgeordnete – 1849 1. Münze der Serie Verfassungsgeschichte                                                                                      | [ 8 ] [ 9 ]        | 405.000 |
| 3   |      | 30. März 2012             | 10. Jahrestag der Einführung des Euro-Bargelds Euro-17-Gemeinschaftsausgabe                                                                                     | [ 11 ] [ 12 ]      | 500.000 |
| 4   |      | 20. August 2012           | Mehrheitswahlrecht – 1887 2. Münze der Serie Verfassungsgeschichte                                                                                              | [ 14 ] [ 15 ]      | 405.000 |
| 5   |      | 24. Juni 2013             | Selbstverwaltung – Verfassung von 1921 3. Münze der Serie Verfassungsgeschichte                                                                                 | [ 17 ] [ 18 ]      | 542.500 |
| 6   |      | 3. Juni 2014              | Unabhängigkeit von Großbritannien 1964 4. Münze der Serie Verfassungsgeschichte                                                                                 | [ 20 ] [ 21 ]      | 432.500 |
| 7   |      | 16. Juli 2014             | 200 Jahre maltesische Polizei | [ 23 ] [ 24 ]      | 300.000 |
| 8   |      | 25. Mai 2015              | Erster Flug von Malta | [ 26 ] [ 27 ]      | 325.000 |
| 9   |      | 23. Juni 2015             | Ausrufung der Republik Malta 1974 5. Münze der Serie Verfassungsgeschichte                                                                                      | [ 29 ] [ 30 ]      | 435.000 |
| 10  |      | 18. Dezember 2015         | Dreißigjähriges Bestehen der EU-Flagge Euro-19-Gemeinschaftsausgabe                                                                                             | [ 32 ] [ 33 ]      | 300.000 |
| 11  |      | 22. August 2016           | Tempel von Ġgantija 1. Münze der Serie Prähistorische Stätten                                                                                                   | [ 35 ] [ 36 ]      | 410.000 |
| 12  |      | 5. Dezember 2016          | Solidarität durch Liebe 1. Münze der Serie Von Kindern mit Solidarität                                                                                          | [ 38 ] [ 39 ]      | 380.000 |
| 13  |      | 31. Mai 2017              | Tempel von Ħaġar Qim 2. Münze der Serie Prähistorische Stätten                                                                                                  | [ 41 ] [ 42 ]      | 405.000 |
| 14  |      | 13. November 2017         | Solidarität und Frieden 2. Münze der Serie Von Kindern mit Solidarität                                                                                          | [ 44 ] [ 45 ]      | 380.000 |
| 15  |      | 21. Juni 2018             | Tempel von Mnajdra 3. Münze der Serie Prähistorische Stätten | [ 47 ] [ 48 ]      | 335.000 |
| 16  |      | 7. November 2018          | Kulturelles Erbe 3. Münze der Serie Von Kindern mit Solidarität                                                                                                 | [ 50 ] [ 51 ]      | 320.000 |
| 17  |      | 13. Mai 2019              | Tempel von Ta’ Ħaġrat 4. Münze der Serie Prähistorische Stätten                                                                                                 | [ 53 ] [ 54 ]      | 335.000 |
| 18  |      | 21. Oktober 2019          | Natur und Umwelt 4. Münze der Serie Von Kindern mit Solidarität                                                                                                 | [ 56 ] [ 57 ]      | 320.000 |
| 19  |      | 24. Juli 2020             | Tempel von Skorba 5. Münze der Serie Prähistorische Stätten | [ 59 ] [ 60 ]      | 150.000 |
| 20  |      | 14. Dezember 2020         | Kinderspiele 5. Münze der Serie Von Kindern mit Solidarität | [ 62 ] [ 63 ]      | 220.000 |
| 21  |      | 2. August 2021            | Helden der Corona-Pandemie | [ 65 ] [ 66 ]      | 060.000 |
| 22  |      | 26. Oktober 2021          | Tempel von Tarxien 6. Münze der Serie Prähistorische Stätten | [ 68 ] [ 69 ]      | 181.000 |
| 23  |      | 17. November 2022         | Hypogäum von Ħal-Saflieni 7. Münze der Serie Prähistorische Stätten                                                                                             | [ 71 ] [ 72 ]      | 180.000 |
| 24  |      | 17. November 2022         | Resolution 1325 des UN-Sicherheitsrates: Frieden und Sicherheit für Frauen                                                                                      | [ 74 ] [ 75 ]      | 053.000 |
| 25  |      | 17. November 2022         | 35 Jahre Erasmus-Programm Euro-19-Gemeinschaftsausgabe | [ 77 ] [ 78 ]      | 082.500 |
| 26  |      | 14. September 2023        | 550. Geburtstag von Nikolaus Kopernikus | [ 80 ] [ 81 ]      | 090.500 |
| 27  |      | 14. September 2023        | 225. Jahrestag der Ankunft der Franzosen in Malta | [ 83 ] [ 84 ]      | 085.500 |
| 28  |      | 26. August 2024           | Die maltesische Honigbiene 1. Münze der Serie Einheimische Arten Maltas                                                                                         | [ 85 ] [ 86 ]      | 080.000 |
| 29  |      | 26. August 2024           | Cittadella Gozo 1. Münze der Serie Maltesische Städte mit Stadtmauern                                                                                           | [ 87 ] [ 88 ]      | 090.000 |

## Sammlermünzen
Es folgt eine Auflistung von Sammlermünzen Maltas:

### 1,50 Euro
| Thema                                                                 | Ausgabedatum | Auflage |
| --------------------------------------------------------------------- | ------------ | ------- |
| Material: 99,9 % Silber – Durchmesser: 39 mm – Masse: 31,1 g (1 Unze) |              |         |
| Europa und der Stier                                                  | 2022         |         |

### 2,5 Euro
| Thema                                                                       | Ausgabedatum    | Auflage |
| --------------------------------------------------------------------------- | --------------- | ------- |
| Material: Kupfer-Nickel – Durchmesser: 33 mm – Masse: 15,5 g – Stempelglanz |                 |         |
| Platin-Thronjubiläum von Elisabeth II.                                      | 6. Februar 2022 | 15.000  |
| Der Herr der Ringe                                                          | November 2022   | 15.000  |
| Europride 2023 in Valletta                                                  | Oktober 2023    | 15.000  |
| Malta Karneval                                                              | 31. Januar 2024 | 05.000  |

### 3 Euro
| Thema                                                                        | Ausgabedatum   | Auflage |
| ---------------------------------------------------------------------------- | -------------- | ------- |
| Material: Kupfer-Nickel – Durchmesser: 38,61 mm – Masse: ? g – Stempelglanz  |                |         |
| Caravaggio - Der heilige Hieronymus                                          | 30. April 2022 | 4.999   |
| Caravaggio - Der heilige Hieronymus (Farbmünze)                              | 30. April 2022 | 4.999   |
| Material: Silber – Durchmesser: 38,61 mm – Masse: 62.206 g – Polierte Platte |                |         |
| Krönung von König Charles III. (ungekrönter Kopf)                            | 2023           | 1.150   |
| Krönung von König Charles III. (gekrönter Kopf)                              | 2023           | 1.150   |

### 5 Euro
| Thema                                                       | Ausgabedatum      | Material                                         | Masse   | Durchmesser | Auflage         |
| ----------------------------------------------------------- | ----------------- | ------------------------------------------------ | ------- | ----------- | --------------- |
| Picciolo                                                    | 2013              | 58,5 % Gold                                      | 0,5 g   | 11 mm       | 010.000 (PP)    |
| 100 Jahre Erster Weltkrieg                                  | 2014              | Messing                                          | 10,5 g  | 30 mm       | 200.000 (stgl)  |
| Zecchino                                                    | 2014              | 99,9 % Gold                                      | 0,5 g   | 11 mm       | 010.000 (PP)    |
| Papst Johannes Paul II                                      | 2015              | 99,9 % Gold                                      | 0,5 g   | 11 mm       | 00.5.000 (PP)   |
| One-third farthing                                          | 2015              | 99,9 % Gold                                      | 0,5 g   | 11 mm       | 00.2.500 (PP)   |
| Patakka                                                     | 2016              | 99,9 % Gold                                      | 0,5 g   | 11 mm       | 00.2.500 (PP)   |
| 10 Jahre Euro-Einführung auf Malta                          | 2018              | 75 % Kupfer, 25 % Nickel                         | 15,5 g  | 33 mm       | 00.2.000 (stgl) |
| 250. Jahrestag der Universität von Malta                    | 2019              | 75 % Kupfer, 25 % Nickel                         | 28,28 g | 38,61 mm    | 000.800 (PP)    |
| 50. Jahrestag der Streitkräfte von Malta                    | 2020              | 75 % Kupfer, 25 % Nickel                         | 28,49 g | 38,61 mm    | 010.000 (PP)    |
| Ritter der Vergangenheit                                    | 14. November 2022 | 99,99 % Silber                                   | 31,1 g  | 38,61 mm    | 015.000 (stgl)  |
| 100. Jahrestag von Warner Bros. (in der Form eines Schilds) | Juni 2023         | 99,9 % Silber                                    | 31,1 g  | 39,9 mm     | 00.1.500 (stgl) |
| 550. Geburtstag von Nikolaus Kopernikus (Farbmünze)         | November 2023     | 99,99 % Silber                                   | 31,1 g  | 38,61 mm    | 0.15.000 (stgl) |
| Ritter der Vergangenheit                                    | November 2023     | 99,99 % Silber                                   | 31,1 g  | 38,61 mm    | 0.15.000 (stgl) |
| Malteserkreuz (Schwarzes Platin, Roségold)                  | 2023              | 99,99 % Silber                                   | 31,1 g  | 38 mm       | 000.800 (stgl)  |
| Maltesische Honigbiene (Farbmünze)                          | 29. Dezember 2024 | 99,99 % Silber (kreisförmig gewellt)             | 31,1 g  | 38,61 mm    | 00.1.000 (stgl) |
| Steinadler (Farbmünze)                                      | 2024              | 99,99 % Silber (Rutheniumbeschichtung, Gelbgold) | 31,1 g  | 38,61 mm    | 00.1.000 (stgl) |
| Malta-Eidechse                                              | Mai 2025          | 99,9 % Silber                                    | 31,1 g  | 38 mm       | 0.50.000 (stgl) |

### 10 Euro

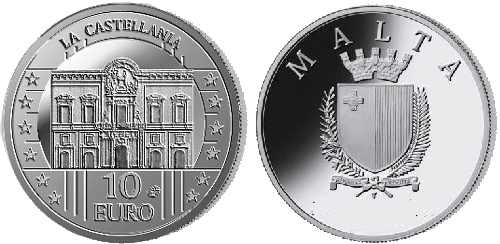
Beide Seiten der silbernen 10-Euro-Münze La Castellania aus dem Jahr 2009

Wertseite der silbernen 10-Euro-Münze Europäische Schriftsteller - Dun Karm Psaila aus dem Jahr 2013

Wertseite der silbernen 10-Euro-Münze Sir Paul Boffa aus dem Jahr 2013

Die Sammlermünzen werden in der Qualität Polierte Platte ausgegeben.

| Thema der 10-Euro-Münze | Ausgabedatum      | Auflage |
| --- | ----------------- | ------- |
| Material: 92,5 % Silber, 7,5 % Kupfer – Durchmesser: 38,61 mm – Masse: 28,28 g                                                 |                   |         |
| Kulturelles Erbe – Auberge de Castille                                                                                         | 6. August 2008    | 18.000  |
| Kulturelles Erbe – La Castellania                                                                                              | 22. Juni 2009     | 15.000  |
| Kulturelles Erbe – Auberge d’Italie                                                                                            | 6. September 2010 | 12.500  |
| Entdecker – Die Phönizier auf Malta                                                                                            | 6. April 2011     | 10.000  |
| Europäische Künstler - 65. Todestag von Antonio Sciortino                                                                      | Mai 2012          | 10.000  |
| Europäische Schriftsteller - Dun Karm Psaila                                                                                   | 2013              | 10.000  |
| Sir Paul Boffa | 2013              | 02.500  |
| Europäische Komponisten – Maestro Charles Camilleri                                                                            | 2014              | 05.000  |
| 50. Jahrestag der Unabhängigkeit Maltas                                                                                        | 2014              | 05.000  |
| 40. Jahrestag der Republik Malta                                                                                               | 2014              | 05.000  |
| Bush-Gorbatschow Malta Gipfel                                                                                                  | 2015              | 05.000  |
| 450. Jahrestag der Großen Belagerung von Malta                                                                                 | 2015              | 05.000  |
| Moderner 'Gefährlicher Sport' des 20. Jahrhunderts - Antonio Sciortino                                                         | 2016              | 03.000  |
| 450. Jahrestag der Gründung von Valletta                                                                                       | 2016              | 03.000  |
| 100. Geburtstag von Dom Mintoff                                                                                                | 2016              | 02.000  |
| Maltas Vorsitz im Europäischen Rat                                                                                             | 2017              | 02.500  |
| Europastern – Argotti Botanischer Garten Konservatorium                                                                        | 2017              | 03.000  |
| Operation Pedestal – Der Santa Marija Konvoi und der George Cross Award                                                        | 2017              | 02.000  |
| 70. Jahrestag des Frauenwahlrechts                                                                                             | 2017              | 01.500  |
| Barock und Rokoko – Taufe Christi                                                                                              | 2018              | 02.500  |
| 50. Jahrestag der Zentralbank von Malta                                                                                        | 2018              | 02.500  |
| Valletta – Europäische Kulturhauptstadt 2018                                                                                   | 2018              | 02.000  |
| Europastern – Gran Carracca, das Flaggschiff des Ordens von St. John                                                           | 2019              | 02.500  |
| Aufstand von Sette Giugno gegen die britische Militärverwaltung am 7. Juni 1919                                                | 2019              | 01.500  |
| 250. Jahrestag der Universität von Malta                                                                                       | 2019              | 00.350  |
| 150 Jahre Suezkanal | 2019              | 02.000  |
| Gotik – L'Isle Adam Graduals                                                                                                   | 2020              | 02.500  |
| 75 Jahre Ende des Zweiten Weltkriegs                                                                                           | 2020              | 02.000  |
| 250. Geburtstag von Beethoven                                                                                                  | 2020              | 01.500  |
| 50. Jahrestag der Streitkräfte von Malta                                                                                       | 2020              | 02.000  |
| 550. Geburtstag von Albrecht Dürer                                                                                             | 2021              | 01.000  |
| 25 Jahre Junior College | 2021              | 00.700  |
| 225 Jahre Fertigstellung der Nationalbibliothek                                                                                | 2021              | 01.000  |
| 100. Jahrestag der Verfassung der Selbstverwaltung von 1921                                                                    | 2021              | 01.500  |
| Platin-Thronjubiläum von Elisabeth II.                                                                                         | 6. Februar 2022   | 02.000  |
| 500 Jahre Weltumsegelung durch Magellan und Elcano                                                                             | 30. April 2022    | 01.000  |
| 150. Geburtstag von Agostino Levanzin                                                                                          | 16. August 2022   | 01.000  |
| 200. Geburtstag von Louis Pasteur                                                                                              | 16. August 2022   | 01.000  |
| Der Herr der Ringe | November 2022     | 02.000  |
| 100 Jahre erste Aufführung der L-Innu Malti                                                                                    | 30. November 2022 | 01.500  |
| 150. Geburtstag von John Borg                                                                                                  | 18. Juli 2023     | 00.600  |
| 175. Todestag von Juan Bautista Azopardo                                                                                       | 18. Juli 2023     | 00.600  |
| 75-jähriges Bestehen der Malta National Band Club Association                                                                  | 18. Juli 2023     | 01.000  |
| Malta Karneval (Farbmünze) | 31. Januar 2024   | 01.000  |
| Malta im Sicherheitsrat der Vereinten Nationen                                                                                 | 17. Mai 2024      | 00.600  |
| 700. Todesjahr von Marco Polo                                                                                                  | Juni 2024         | 00.600  |
| 50 Jahre Republik Malta | Dezember 2024     | 01.000  |
| 450 Jahre Sacra Infermeria | 6. Juni 2025      | 00.450  |
| Material: 92,5 % Silber, 7,5 % Kupfer – Durchmesser: 38,61 mm – Masse: 20 g                                                    |                   |         |
| Großmeister Emmanuel Pinto | 2013              | 02.000  |
| Material: 92,5 % Silber, 7,5 % Kupfer – Durchmesser: 33 mm – Masse: 18,75 g                                                    |                   |         |
| Auberge de Provence | 2013              | 05.000  |
| Auberge d'Aragon | 2014              | 02.500  |
| Auberge de Bavière | 2015              | 02.500  |
| Material: 92,5 % Silber, 7,5 % Kupfer – Durchmesser: 37 mm – Masse: 22,85 g                                                    |                   |         |
| 100 Jahre Erster Weltkrieg | 2014              | 05.000  |
| 400. Jahrestag des Wignacourt-Aquädukts                                                                                        | 2015              | 02.500  |
| Material: 92,5 % Silber, 7,5 % Kupfer – Durchmesser: 38,61 mm – Masse: 31,1 g (1 Unze)                                         |                   |         |
| Caravaggio - Die Enthauptung Johannes des Täufers                                                                              | 30. April 2022    | 02.500  |
| Eisenbahnen in Malta – Brücke                                                                                                  | 15. Mai 2025      | 00.600  |
| Eisenbahnen in Malta – Bahnhof                                                                                                 | 15. Mai 2025      | 00.600  |
| Eisenbahnen in Malta – Tunnel                                                                                                  | 15. Mai 2025      | 00.600  |
| Material: 99,9 % Silber – Durchmesser: 45 mm – Masse: 62,2 g (2 Unzen) – Stempelglanz (Farbmünzen)                             |                   |         |
| Ritter der Vergangenheit (2 streitende Ritter)                                                                                 | 14. November 2022 | 00.999  |
| Stanisław Lem – Solaris | November 2022     | 00.800  |
| Stanisław Lem – Master of Science Fiction                                                                                      | November 2022     | 00.800  |
| 550. Geburtstag von Nikolaus Kopernikus                                                                                        | November 2023     | 01.473  |
| Ritter der Vergangenheit (Ritter auf Pferd)                                                                                    | November 2023     | 00.999  |
| Steinadler | 2024              | 00.500  |
| Material: 92,5 % Silber, 7,5 % Kupfer – Durchmesser: 38,61 mm – Masse: 25,28 g (Farbmünze)                                     |                   |         |
| Europride 2023 in Valletta | Oktober 2023      | 02.000  |
| Material: 99,99 % Gold – Durchmesser: 18 mm – Masse: 3,11 g (1⁄10 Unze)                                                        |                   |         |
| Stanisław Lem | Februar 2023      | 00.500  |
| Stanisław Lem – Solaris | März 2023         | 00.500  |
| Material: 99,99 % Silber, Rutheniumbeschichtung, Gelbgold – Durchmesser: 45 mm – Masse: 62,2 g (2 Unzen) - kreisförmig gewellt |                   |         |
| Maltesische Honigbiene (Farbmünze)                                                                                             | 29. Dezember 2024 | 00.500  |

### 15 Euro
Die Sammlermünzen werden in der Qualität Polierte Platte ausgegeben.
| Thema                                                      | Ausgabedatum | Auflage |
| ---------------------------------------------------------- | ------------ | ------- |
| Material: 99,9 % Gold – Durchmesser: 14 mm – Masse: 1,25 g |              |         |
| Auberge de Provence                                        | 2013         | 2.500   |
| Auberge d’Aragon                                           | 2014         | 1.000   |
| Auberge de Bavière                                         | 2015         | 1.000   |

### 20 Euro
| Thema                                                                    | Ausgabedatum  | Auflage |
| ------------------------------------------------------------------------ | ------------- | ------- |
| Material: 99,9 % Silber – Durchmesser: 65 mm – Masse: 200 g (Farbmünzen) |               |         |
| Stanisław Lem – Solaris                                                  | November 2022 | 100     |
| Stanisław Lem – Daniel Mróz                                              | November 2022 | 100     |

### 25 Euro
| Thema                                                       | Ausgabedatum | Auflage |
| ----------------------------------------------------------- | ------------ | ------- |
| Material: 99,99 % Gold – Durchmesser: 32 mm – Masse: 31,3 g |              |         |
| In memoriam Königin Elisabeth II.                           | 2022         | 200     |
| Krönung von König Charles III. (ungekrönter Kopf)           | 2023         | 200     |
| Krönung von König Charles III. (gekrönter Kopf)             | 2023         | 200     |

### 30 Euro
| Thema | Ausgabedatum | Auflage |
| --- | ------------ | ------- |
| Material: 99,99 % Silber, Rutheniumbeschichtung, Gelbgold – Durchmesser: 100 mm – Masse: 1000 g (Farbmünzen) |              |         |
| Steinadler                                                                                                   | 2024         | 100     |

### 50 Euro
Die Sammlermünzen werden in der Qualität Polierte Platte ausgegeben.

| Thema der 50-Euro-Münze                                                  | Ausgabedatum      | Auflage |
| ------------------------------------------------------------------------ | ----------------- | ------- |
| Material: 91,6 % Gold, 8,4 % Kupfer – Durchmesser: 21 mm – Masse: 6,50 g |                   |         |
| Kulturelles Erbe – Auberge de Castille                                   | 6. August 2008    | 03.000  |
| Kulturelles Erbe – La Castellania                                        | 22. Juni 2009     | 03.000  |
| Kulturelles Erbe – Auberge d’Italie                                      | 6. September 2010 | 03.000  |
| Entdecker – Die Phönizier auf Malta                                      | 6. April 2011     | 02.000  |
| Europäische Künstler - 65. Todestag von Antonio Sciortino                | Mai 2012          | 02.000  |
| Europäische Schriftsteller - Dun Karm Psaila                             | 2013              | 02.000  |
| Europäische Komponisten – Maestro Charles Camilleri                      | 2014              | 01.500  |
| Bush-Gorbatschow Malta Gipfel                                            | 2015              | 01.500  |
| Moderner 'Gefährlicher Sport' des 20. Jahrhunderts - Antonio Sciortino   | 2016              | 01.000  |
| Europastern – Argotti Botanischer Garten Konservatorium                  | 2017              | 01.000  |
| Barock und Rokoko – Taufe Christi                                        | 2018              | 00.500  |
| Europastern – Gran Carracca, das Flaggschiff des Ordens von St. John     | 2019              | 00.400  |
| Gotik – L'Isle Adam Graduals                                             | 2020              | 00.400  |
| 550. Geburtstag von Albrecht Dürer                                       | 2021              | 00.400  |
| 500 Jahre Weltumsegelung durch Magellan und Elcano                       | 30. April 2022    | 00.400  |
| 75-jähriges Bestehen der Malta National Band Club Association            | 18. Juli 2023     | 00.400  |
| Malta im Sicherheitsrat der Vereinten Nationen                           | 17. Mai 2024      | 00.400  |
| Material: 99,9 % Gold – Durchmesser: 38,6 mm – Masse: 31,1 g             |                   |         |
| Prinz Philip, Herzog von Edinburgh                                       | 2021              | 000.99  |
| Material: Gold – Durchmesser: 38,61 mm – Masse: 6,5 g                    |                   |         |
| Caravaggio - Die Enthauptung Johannes des Täufers                        | 30. April 2022    | 2.500   |
| Material: 99,99 % Gold – Durchmesser: 32 mm – Masse: 31,1 g (1 Unze)     |                   |         |
| Stanisław Lem                                                            | Februar 2023      | 00.100  |
| Stanisław Lem – Solaris                                                  | März 2023         | 00.100  |
| Material: 99,99 % Gold – Durchmesser: 45 mm – Masse: 62,2 g (2 Unzen)    |                   |         |
| Krönung von König Charles III. (ungekrönter Kopf)                        | 2023              | 00.060  |
| Krönung von König Charles III. (gekrönter Kopf)                          | 2023              | 00.060  |

### 100 Euro
Die Sammlermünzen werden in der Qualität Polierte Platte ausgegeben.
| Thema                                                                           | Ausgabedatum      | Auflage |
| ------------------------------------------------------------------------------- | ----------------- | ------- |
| Material: 99,9 % Gold – Durchmesser: 26 mm – Masse: 15 g                        |                   |         |
| 50 Jahre Zentralbank                                                            | 2018              | 050     |
| Aufstand von Sette Giugno gegen die britische Militärverwaltung am 7. Juni 1919 | 2019              | 100     |
| Material: 99,9 % Gold – Durchmesser: 38,61 mm – Masse: 31,10 g                  |                   |         |
| 75 Jahre Ende des Zweiten Weltkriegs                                            | 2020              | 100     |
| 100 Jahre Selbstverwaltung Maltas                                               | 2021              | 105     |
| 100 Jahre erste Aufführung der L-Innu Malti                                     | 30. November 2022 | 112     |
| Material: 99,99 % Gold – Durchmesser: 32 mm – Masse: 31,10 g                    |                   |         |
| 550. Geburtstag von Nikolaus Kopernikus (Farbmünze)                             | November 2023     | 200     |
| Material: 99,99 % Gold – Durchmesser: 33 mm – Masse: 31,10 g                    |                   |         |
| 150. Geburtstag von John Borg                                                   | 2023              | 070     |
| 50 Jahre Republik Malta                                                         | Dezember 2024     | 065     |
| Material: 99,99 % Gold – Durchmesser: 65 mm – Masse: 155,5 g (5 Unzen)          |                   |         |
| Krönung von König Charles III. (ungekrönter Kopf)                               | 2023              | 030     |
| Krönung von König Charles III. (gekrönter Kopf)                                 | 2023              | 030     |

### 500 Euro
Die Sammlermünzen werden in der Qualität Polierte Platte ausgegeben.
| Thema                                                        | Ausgabedatum | Auflage |
| ------------------------------------------------------------ | ------------ | ------- |
| Material: 99,99 % Gold – Durchmesser: 100 mm – Masse: 1000 g |              |         |
| Krönung von König Charles III. (ungekrönter Kopf)            | 2023         | 10      |
| Krönung von König Charles III. (gekrönter Kopf)              | 2023         | 10      |

## Bullionmünzen
Malta gibt seit dem 30. November 2018 auch folgende Bullionmünzen aus, die anfangs auf der Wertseite die personifizierte Nationalallegorie Maltas, Melita, trugen:
| Wert                                | Ausgabedatum       | Material       | Durchmesser | Masse    | Auflage         |
| ----------------------------------- | ------------------ | -------------- | ----------- | -------- | --------------- |
| 5 Euro – Malteserkreuz              | März 2023          | 999,9 % Silber | 38 mm       | 031,10 g |                 |
| 5 Euro – Steinadler                 | 2023 2024          | 999,9 % Silber | 38,61 mm    | 031,10 g | 100.000 050.000 |
| 5 Euro – Malteserkreuz (Variante 2) | März 2024 bis 2025 | 999,9 % Silber | 38,5 mm     | 031,10 g | je 1.000.000    |
| 5 Euro – Malteserkreuz (PP)         | März 2024 bis 2025 | 999,9 % Silber | 38,5 mm     | 031,10 g | je 0.009.000    |
| 10 Euro – Melita                    | 2021               | 999,0 % Silber | 79,5 mm     | 311,00 g | 000.500         |
| 10 Euro – Melita                    | 2021 bis 2022      | 999,9 % Gold   | 16 mm       | 003,11 g | 000.500         |
| 10 Euro – Malteserkreuz             | März 2024          | 999,9 % Gold   | 16 mm       | 003,11 g |                 |
| 25 Euro – Melita                    | 2018 bis 2022      | 999,9 % Gold   | 22 mm       | 007,77 g |                 |
| 50 Euro – Melita                    | 2018 bis 2022      | 999,9 % Gold   | 27 mm       | 015,55 g | 000.500         |
| 100 Euro – Melita                   | 2018 bis 2022      | 999,9 % Gold   | 34 mm       | 031,10 g | 000.700         |
| 100 Euro – Malteserkreuz            | März 2024          | 999,9 % Gold   | 37 mm       | 031,1 g  |                 |